# Eugen Helmlé
Eugen Helmlé (* 7. September 1927 in Ensdorf (Saar); † 27. November 2000 in Sulzbach/Saar) war ein deutscher Schriftsteller und literarischer Übersetzer.

## Leben
Eugen Helmlé studierte Romanistik an der Universität des Saarlandes in Saarbrücken, an der er auch von 1970 bis 1982 als Lehrbeauftragter für Spanisch tätig war. Ab 1960 erschien sein umfangreiches Werk von Übersetzungen belletristischer Werke, vorwiegend aus dem Französischen und Spanischen.
Helmlé, der Mitglied des Verbandes deutscher Schriftsteller und des PEN-Zentrums Deutschland war, erhielt 1972 den Kunstpreis des Saarlandes und 1985 den Prix lémanique de la traduction der Universität Lausanne. In Würdigung seines übersetzerischen Werks wurde vom Saarländischen Rundfunk und der Stiftung des Verbandes der Metall- und Elektroindustrie des Saarlandes 2004 der „Eugen-Helmlé-Übersetzerpreis“ ins Leben gerufen, der seit 2005 jährlich abwechselnd an einen deutschen und einen französischen Übersetzer verliehen wird.

## Werke
- Im Nachtzug nach Lyon. Edition Plasma, Berlin 1993, ISBN 3-926867-13-2.
- Knall und Fall in Lyon. Edition Plasma, Berlin 1995, ISBN 3-926867-19-1.

Bei beiden Werken handelt es sich um leipogrammatische Romane; in Im Nachtzug nach Lyon verzichtete Helmlé auf die Buchstaben r und e, in Knall und Fall in Lyon zunächst auf e, dann auf r.
- In den ersten beiden Bänden (Rowohlt Verlag) von Papa, Charly hat gesagt… finden sich 15 Gespräche, die Helmlé verfasst hat.

### Hörspiele
- Tagstimmen. Zusammen mit Georges Perec und Philippe Drogoz. Saarländischer Rundfunk, 1971

### Als Herausgeber
- Résonances. Französische Lyrik seit 1960. P. Kirchheim Verlag, München 1989, ISBN 978-3-87410-035-9. (Übersetzungen von Eugen Helmlé, Ludwig Harig, Felicitas Frischmuth, Hinrich Schmidt-Henkel und Simon Werle.)

### Übersetzungen
- Émile Ajar: Du hast das Leben noch vor dir. Frankfurt am Main 1977; König Salomons Ängste. Frankfurt am Main 1980
- Pierre Albert-Birot: Alltagsgedichte. Saarbrücken 1971; Das erste Buch von Grabinourlor. München 1980; Setzt euch hin und redet nicht so viel über Dinge, die man nicht essen kann. München 1985.
- Robert Antelme: Das Menschengeschlecht. München [u. a.] 1987
- Louis Aragon: Henri Matisse. Stuttgart 1974.
- Max Aub: Jusep Torres Campalans. Frankfurt am Main 1997; Meines Vaters Sohn. Wiesbaden 1965.
- Emmanuèle Bernheim: Das Klappmesser. Stuttgart 1987; Ein Liebespaar. Stuttgart 1989.
- Roger Blondel: Bradfer und das Ewige. Karlsruhe 1967.
- André Breton: Bitte. Frankfurt am Main 1978; Die magnetischen Felder. München 1981.
- Marcel Brion: Die deutsche Malerei. Stuttgart 1961
- Jean-Claude Brisville: Das Gespräch zwischen Descartes und Pascal dem Jüngeren. München 1985.
- Paul Celan/Gisèle Celan-Lestrange: Briefwechsel, Frankfurt am Main 2001.
- Gabriel Chevallier: Die Mädchen sind frei. Karlsruhe 1961.
- Albert Cohen: Eisenbeißer. Stuttgart 1984.
- Roland Dubillard: Der Rübengarten. Frankfurt am Main 1969.
- Marguerite Duras: Der Schmerz. München [u. a.] 1986.
- Jean Echenoz: Cherokee. Stuttgart 1988.
- Étiemble: Lob eines Körpers. Düsseldorf 1970.
- Pierrette Fleutiaux: Die Verwandlungen der Königin. Stuttgart 1986.
- Armand Gatti: Das imaginäre Leben des Straßenkehrers August G. Frankfurt am Main 1965; Die zweite Existenz des Lagers Tatenberg. Frankfurt/M. 1964.
- Robert Genaille: Die flämische Malerei. Stuttgart 1961 (übersetzt zusammen mit Annie Oettler).
- Pere Gimferrer: Max Ernst. Stuttgart 1983.
- Georges-Arthur Goldschmidt: Ein Garten in Deutschland. Zürich 1988.
- Juan Goytisolo: Gaudí in Kappadokien. München [u. a.] 1996; Die Häutung der Schlange. München [u. a.] 1995; Jagdverbot. München [u. a.] 1994.
- Martin Graff: Weihnachtsgeschichten für alle Fälle. Blieskastel 1996.
- Claude Held: Krautundrüben. München 1974 (übersetzt zusammen mit Ludwig Harig).
- Alfred Jarry: Die grüne Kerze. Frankfurt am Main 1993; Die Liebe auf Besuch. München 1983; Tage und Nächte. München 1985.
- Marie-Gisèle Landes-Fuss: Ein häßlicher roter Backsteinbau in Venice, Kalifornien. Frankfurt am Main 1993.
- Valéry Larbaud: Die Farben Roms. Frankfurt am Main 1992.
- Luis Martín-Santos: Schweigen über Madrid. Frankfurt am Main 1991.
- Henry Monnier: Aufstieg und Fall des Joseph Prudhomme. Frankfurt am Main 1982.
- Guy Monreal: Mia, Dia, Ia und ihr Vetter Tagabia. München 1974 (übersetzt zusammen mit Ludwig Harig).
- François Nourissier: Die Franzosen. Frankfurt am Main 1969; Der Hausherr. Tübingen 1968.
- René de Obaldia: Der Bauer als Astronaut. München 1966; Blauer Dunst. Pforzheim 1976; Dialoge zu dritt. München 1972; Flucht nach Waterloo. Graf Zeppelin oder Emiles Leiden. Wiesbaden 1968; Genousie. Frankfurt am Main 1960; Der Hundertjährige. Wiesbaden 1966; Komödien zum Nachdenken. Frankfurt am Main 1968; Monsieur Klebs und Rosalie. Frankfurt am Main 1976; Oskar der Säulenheilige. Frankfurt am Main 1969; Die Reichtümer der Natur. Blieskastel 1996; Sieben Einakter. Neuwied a. Rh. [u. a.] 1963; Tamerlan der Herzen. Wiesbaden 1964; Der unbekannte General. Seeluft. München 1960; Wind in den Zweigen des Sassafras. Frankfurt am Main 1966.
- René Pacaut: Hühnerkrieg. Karlsruhe 1966.
- Georges Perec: Anton Voyls Fortgang. Frankfurt am Main 1986; Die Dinge. Karlsruhe 1966; 53 Tage. München [u. a.] 1992; Geboren 1936. Bremen 1993; Die Gehaltserhöhung oder Wie die physischen, psychischen, klimatischen, ökonomischen und sonstigen Bedingungen beschaffen sein müssen, damit Sie die größtmöglichen Chancen haben, Ihren Abteilungsleiter um eine Aufbesserung Ihres Gehaltes bitten zu können. Frankfurt/Main 1970; Geschichten von Ellis Island oder wie man Amerikaner macht. Berlin 1997 (zusammen mit Robert Bober); In einem Netz gekreuzter Linien. Bremen 1996; Die Kartoffelkammer. Frankfurt am Main 1987; Ein Kunstkabinett. München [u. a.] 1989; Das Leben – Gebrauchsanweisung. Frankfurt am Main 1982; Ein Mann der schläft. Bremen 1988; Die Maschine. Stuttgart 1972; Träume von Räumen. Bremen 1990; W oder die Kindheitserinnerung. Frankfurt am Main 1982; Warum gibt es keine Zigaretten beim Gemüsehändler. Bremen 1991; Was für ein kleines Moped mit bechromter Lenkstange steht dort im Hof?. Hof/Saale 1970; Die Winterreise. Berlin 1990.
- Raymond Queneau: Die blauen Blumen. Karlsruhe 1966; Der Flug des Ikarus. Karlsruhe 1969; Die Haut der Träume. Frankfurt am Main 1964; Heiliger Bimbam. Frankfurt am Main 1965 (übersetzt zusammen mit Ludwig Harig); Der Hundszahn. Stuttgart 1972; Die Kinder des alten Limon. Frankfurt am Main 1988; Die kleinen Geschäfte des Monsieur Brabbant. Stuttgart 1977; Mein Freund Pierrot. Frankfurt am Main 1964; Eine Modellgeschichte. Hof/Saale 1970; Nebenbei. Frankfurt am Main 1978; Odile. Stuttgart 1973; Sally Maras gesammelte Werke. Karlsruhe 1. Intimes Tagebuch der Sally Mara. 1963 2. Man ist immer zu gut zu den Frauen. 1964; Sonntag des Lebens. Karlsruhe 1968; Stilübungen Autobus S. Frankfurt am Main 1961 (übersetzt zusammen mit Ludwig Harig); Ein strenger Winter. Frankfurt am Main 1992; Striche, Zeichen und Buchstaben. München 1990; Das trojanische Pferd und andere Erzählungen. Wiesbaden 1964; Ein Winter in Le Havre. Stuttgart 1975; Zazie in der Metro. Frankfurt am Main 1960.
- Yasmina Reza: Drei Mal Leben. Lengwil 2000; Gesammelte Stücke. Lengwil 2000 (übersetzt zusammen mit C. Bernd Sucher); Hammerklavier. Zürich 1998; Kunst. Lengwil 1996; Eine Verzweiflung. München [u. a.] 2001.
- Christiane Rochefort: Frühling für Anfänger. Frankfurt am Main 1970; Eine Rose für Morrison. Frankfurt am Main 1967; Die Tür dahinten. Frankfurt am Main 1990; Die Welt ist wie zwei Pferde. Frankfurt am Main 1986; Zum Glück gehts dem Sommer entgegen. Frankfurt am Main 1977.
- Jacques Roubaud: Die Entführung der schönen Hortense. München [u. a.] 1991; Das Exil der schönen Hortense. München 1994; Die schöne Hortense. München [u. a.] 1989.
- André Ruellan: Die Kunst zu sterben. Wiesbaden 1966.
- François Ruy-Vidal: Zu Fuß, zu Roß, im Mondgeschoß. München 1974 (übersetzt zusammen mit Ludwig Harig).
- Jean-Jacques Sempé: Der gesellschaftliche Aufstieg des Monsieur Lambert. Zürich 1979; Kleine Abweichung. Zürich 1978.
- Jacques Serguine: Frühe Feste. Karlsruhe 1962; Mano. Karlsruhe 1965.
- Georges Simenon: Ankunft Allerheiligen. Zürich 1979; Antoine und Julie. Zürich 1983; Die Fantome des Hutmachers. Zürich 1982; Das Haus am Quai Notre-Dame. Zürich 1990; Die schielende Marie. Zürich 1990; Das Testament Donadieu. Zürich 1985; Der Verdächtige. Zürich 1977; Wellenschlag. Zürich 1979.
- Philippe Soupault: Frühe Gedichte 1917 - 1930. München 1983.
- Roland Topor: Memoiren eines alten Arschlochs. Zürich 1977.
- Boris Vian: Drehwurm, Swing und das Plankton. Frankfurt am Main 1982; Herbst in Peking. Frankfurt am Main 1979; Hundert Sonette. Frankfurt am Main 1989; Ich werde auf eure Gräber spucken. Frankfurt am Main 1979; Das Medusenhaupt. Zürich 1987; Das rote Gras. Frankfurt am Main 1979; Wir werden alle Fiesen killen. Frankfurt am Main 1981.
- Boris Vian:  Ich werde auf eure Gräber spucken. (Hörspielbearbeitung) Regie: Igor Bauersima, Übersetzung: Eugen Helmlé, Mitwirkende:  Igor Bauersima, Dominique Horwitz, Katharina Burowa, Bettina Kurth, Birgit Stöger, 86 Minuten, DLR/WDR 2004.
- Martin Winckler: Doktor Bruno Sachs. München [u. a.] 2000.